# Really Good Friends
Klub Really Good Friends (RGF, pol. bardzo dobrzy przyjaciele) − podgrupa członków Światowej Organizacji Handlu utworzona w 2012 roku w celu dyskusji możliwości liberalizacji międzynarodowych umów usługowych. 
Duża część państw członkowskich Really Good Friends to duże gospodarki, które uczestniczą w znacznej części wymiany handlowej na świecie.
Pierwotnie członkami grupy były:
- Australia
- Kanada
- Chile
- Chińskie Tajpej ( Tajwan)
- Kolumbia
- Unia Europejska
- Hongkong
- Japonia
- Korea Południowa
- Meksyk
- Nowa Zelandia
- Norwegia
- Pakistan
- Singapur
- Szwajcaria
- USA

Singapur opuścił grupę RGF, a poniżsi członkowie zostali przyłączeni w 2012 roku:
- Kostaryka
- Izrael
- Panama
- Peru
- Turcja